# Варламов, Виктор Иванович
Ви́ктор Ива́нович Варла́мов (28 апреля 1948, Петропавловск) — советский конькобежец, выступал на всесоюзном уровне в середине 1970-х годов. Участник зимних Олимпийских игр в Инсбруке, чемпион Европы, бронзовый призёр чемпионатов мира, трёхкратный победитель национальных первенств на дистанции 10000 метров. На соревнованиях представлял спортивное общество «Буревестник» и Башкирскую АССР, мастер спорта международного класса.

## Биография
Виктор Варламов родился 28 апреля 1948 года в городе Петропавловске Северо-Казахстанской области Казахской ССР. Активно заниматься конькобежным спортом начал в Уфе, состоял в уфимском добровольном спортивном обществе «Буревестник», проходил подготовку под руководством заслуженного башкирского тренера Владимира Константиновича Кяка.
Первого серьёзного успеха в конькобежном спорте добился в сезоне 1973 года, когда одержал победу на первенстве РСФСР в беге на 10000 метров и впервые вошёл в состав советской национальной сборной. Год спустя на зимней Спартакиаде народов СССР в Свердловске вновь был лучшим на десяти тысячах метрах, стал чемпионом страны в этой дисциплине. В 1975 году защитил звание чемпиона страны на десятикилометровой дистанции, одолел всех соперников на чемпионате Европы в Херенвене, побывал на чемпионате мира в Осло, где получил бронзу на десяти тысячах метрах и занял девятое место по сумме многоборья. По итогам сезона удостоен почётного звания «Мастер спорта СССР международного класса».
В 1976 году Варламов в третий раз подряд стал чемпионом СССР на дистанции 10000 метров, при этом в общем зачёте классического многоборья он расположился на третьей строке, уступив по очкам только Владимиру Лобанову и Сергею Марчуку. На мировом первенстве в Херенвене вновь выиграл бронзовую медаль в своей коронной дисциплине и занял одиннадцатое место по сумме многоборья. Благодаря череде удачных выступлений удостоился права защищать честь страны на зимних Олимпийских играх в Инсбруке — стартовал здесь на дистанциях 5000 и 10000 метров, в обоих случаях показал четвёртый результат, немного не дотянув до призовых позиций.
Оставался в сборной команде СССР вплоть до 1978 года, хотя в последнее время уже не одерживал сколько-нибудь значимых побед на всесоюзном уровне.
Имеет высшее образование, в 1976 году окончил Уфимский авиационный институт имени Серго Орджоникидзе (ныне Уфимский государственный авиационный технический университет). В 1993 году получил звание «Выдающийся спортсмен Республики Башкортостан».